# Milica Pavlović
Milica Pavlović (in serbo Милица Павловић?; Einsiedeln, 11 agosto 1991) è una cantante svizzera naturalizzata serba.

## Biografia
Cresciuta assieme ai nonni paterni a Gornji Bunibrod, villaggio vicino a Leskovac, Pavlović ha raggiunto la fama nazionale nel 2011 con la sua partecipazione a Zvezde granda, dove si è classificata 8ª e ha ottenuto un contratto con la Grand Production.
Il suo primo album in studio Govor tela è stato pubblicato nel 2014 ed è stato susseguito dai dischi Boginja (2016) e Zauvek (2018); l'ultimo dei quali contiene la traccia Operisan od ljubavi, premiata alla Music Awards Ceremony come canzone folk tradizionale/moderna dell'anno.
Nel 2021 ha debuttato come attrice nella serie TV Pevačica e l'anno seguente è stato divulgato l'LP Posesivna, vincitore del premio all'album dell'anno alla Music Awards Ceremony; dei tre ingressi generati dal disco nella Croatia Songs, due si sono posizionati in top five e uno in vetta per due settimane consecutive.

## Discografia

### Album in studio
- 2014 – Govor tela
- 2016 – Boginja
- 2018 – Zauvek
- 2022 – Posesivna
- 2023 – Lav

### Album dal vivo
- 2024 – Lav Tour - BG Arena
- 2024 – Kraljica juga (Live Čair)

### EP
- 2024 – Milijarda

### Raccolte
- 2020 – Grand dame 3 (con Tanja Savić e Rada Manojlović)

### Singoli
- 2018 – Kidaš me (con Aca Lukas)
- 2020 – Status quo
- 2020 – Papi
- 2021 – Crna jutra
- 2021 – Oko moje (con Saša Matić)
- 2021 – Dabogda propao
- 2021 – Evolucija
- 2022 – Posesivna
- 2023 – MAC Awards 2023
- 2023 – Venčanje
- 2023 – Mashallah (con Jelena Karleuša)
- 2023 – Leo Medley
- 2024 – Talasna dužina
- 2024 – Žena (con Nebojša Vojvodić)

## Filmografia
- Pevačica – serie TV, 10 episodi (2021)